# Lezione ventuno
Lezione ventuno è un film del 2008 scritto e diretto da Alessandro Baricco, al suo esordio nella regia cinematografica.
Il film ruota attorno al personaggio del professore universitario Mondrian Kilroy, già presente nel romanzo City (1999), e ad una sua lezione (la numero 21, appunto), sulla nona sinfonia di Beethoven.
Nonostante sia una produzione italiana, il cast è internazionale e il film è stato recitato in inglese. Le riprese sono avvenute principalmente nel Trentino, precisamente nella valle del Primiero e nel Parco Naturale di Paneveggio e Pale di San Martino, e a Mantova.
Il film è stato presentato in anteprima mondiale l'11 agosto 2008 al festival di Locarno, mentre l'uscita nelle sale italiane è avvenuta il 17 ottobre 2008.

## Trama
La nona sinfonia di Beethoven è solo uno dei 141 capolavori sopravvalutati secondo il professor Kilroy. All'inizio del film, la voce narrante cita Moby Dick di Herman Melville e le opere di Emily Dickinson e viene mostrata una parete-collage di ritagli su cui si possono distinguere, fra gli altri, i nomi di Henrik Ibsen, William Shakespeare, Oscar Wilde, Vincent van Gogh e Rembrandt Harmenszoon van Rijn, le locandine dei film Metropolis di Fritz Lang, Otello di Orson Welles e 2001: Odissea nello spazio di Stanley Kubrick, immagini di opere pittoriche di Sandro Botticelli, Michelangelo Merisi da Caravaggio, Andy Warhol, Hokusai e Jan Vermeer, una fotografia dell'orinatoio Fontana di Marcel Duchamp, il Discobolo e il Partenone.